# P.S. (Doctor Who)
"P.S." é um mini-episódio da sétima temporada da série de ficção científica britânica Doctor Who, escrito por Chris Chibnall. Ambientado após a partida de Amy Pond e Rory Williams em "The Angels Take Manhattan", retrata uma carta que Rory enviou a seu pai Brian explicando por que ele e Amy não retornariam. Este episódio foi apelidado de "a cena que nunca foi gravada", pois foi lançado completamente em desenhos do storyboard.

## Enredo
A cena final de "The Power of Three" é mostrada antes dos créditos iniciais. Depois, em formato de storyboard, Brian é mostrado regando as plantas, quando alguém bate na porta da casa dos Ponds. Um homem, Anthony, de Nova York, entrega uma carta a ele e diz que esperará até que ele a leia.
Brian se senta e lê a carta, que é de seu filho Rory. Ela explica que Brian nunca mais poderá vê-lo ou a Amy e se desculpa. Rory também explica que a pessoa que entregou a carta é o neto de Brian, Anthony Brian Williams, que Amy e Rory adotaram em 1946. Depois disso, Brian vai até Anthony, que oferece um aperto de mão. Os dois então se abraçam enquanto o episódio termina.

### Continuidade
Amy Pond e Rory Williams deixaram a série em "The Angels Take Manhattan", quando os Weeping Angels os enviaram ao passado para viver o resto de suas vidas. Amy morreu aos 87 e Rory aos 82 anos.

## Produção
Após a conclusão do roteiro de "Dinosaurs on a Spaceship", o escritor Chris Chibnall explicou como o showrunner de Doctor Who, Steven Moffat, "sabia como o episódio dos Weeping Angels iria terminar" e que eles "sabiam que Brian voltaria em "The Power of Three". Chibnall citou Moffat dizendo "Eu me sinto péssimo, porque eu realmente quero terminar o que acontece com Brian, mas isso simplesmente não vai caber em ["The Angels Take Manhattan"] e seria muito estranho colocá-lo nisso", momento em que Chibnall disse a ele: "Olha, eu vou escrever uma cena para o DVD."
Chibnall revelou que escreveu "P.S." na mesma época em que escreveu a mini-prequência de cinco partes da sétima temporada, Pond Life. Depois de assistir Mark Williams (o ator de Brian) aparecer em "Dinosaurs on a Spaceship", a equipe acreditava que ele era um ótimo ator e o quão importante ele seria em "The Power of Three". No entanto, na época, Williams estava filmando Blandings na Irlanda do Norte e, portanto, indisponível para filmar "P.S.". Mais tarde, quando a temporada estava começando a ser exibida, Chibnall se perguntou se a equipe realmente faria algo com a cena que ele havia escrito, antes de descobrir mais tarde que eles a transformaram em uma animação.
Após a transmissão de "The Angels Take Manhattan", a BBC recebeu vários e-mails de fãs perguntando sobre o que aconteceu com Brian após a partida de seu filho e nora. Esses e-mails convenceram a BBC a lançar "P.S." como uma mini-aventura animada em storyboard.
Excluindo a cena de abertura reaproveitada de "The Power of Three", este episódio foi inteiramente realizado em storyboards animados, com texto simples descrevendo as ações e cenários. Arthur Darvill gravou seu monólogo em um estúdio.